# 卡德納斯 (里瓦斯省)

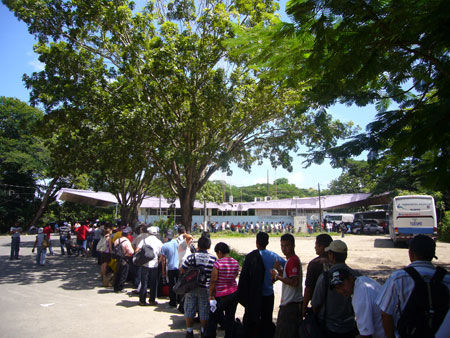
卡德納斯民眾

卡德納斯（西班牙語：Cárdenas），是尼加拉瓜的城鎮，位於該國西南部，由里瓦斯省負責管轄，處於尼加拉瓜湖西南岸，面積227平方公里，海拔高度41米，2005年人口6,990，人口密度每平方公里30.79人。
11°12′N 85°31′W / 11.200°N 85.517°W